# Temporada de ciclones en el Pacífico Sur de 2020-2021
La temporada de ciclones en el Pacífico Sur de 2020-2021  es un evento actual en el ciclo anual de formación de ciclones tropicales. La temporada oficialmente inició el 1 de noviembre de 2020 y finalizará el 30 de abril del 2021. Sin embargo, un ciclón tropical podría formarse en cualquier momento entre el 1 de julio de 2020 y el 30 de junio de 2021 y se contabilizaría para el total de la temporada. Estas fechas delimitan convencionalmente el período de cada año cuando la mayor parte de ciclones tropicales se forman en el océano Atlántico norte. Sin embargo, la formación de ciclones tropicales son posibles en cualquier tiempo. La temporada comenzó con la formación del disturbio tropical 01F el 8 de diciembre. 
Durante este período, los ciclones tropicales fueron vigilados por el Centro Meteorológico Regional Especializado en Nadi, Fiyi y el Centro de Avisos de Ciclones Tropicales en Brisbane, Australia y Wellington, Nueva Zelanda. Por otro lado, las Fuerzas armadas de los Estados Unidos a través del Centro Conjunto de Advertencia de Tifones (JTWC), también emitieron avisos no oficiales para los Estados Unidos. El Centro Meteorológico Regional Especializado en Nadi, Fiyi númera a los disturbios tropicales y les agrefa un sufijo "F" que se forman o entran en la cuenca, mientras que la JTWC designa a los ciclones tropicales numerándolos y dándoles el sufijo "P". El RSMC Nadi, la TCWC Wellington y Brisbane usan la Escala Australiana de Intensidades de Ciclones Tropicales con un estimado de vientos durante 10 minutos, mientras que la JTWC estima los vientos en 1 minuto; es decir, utiliza la Escala de huracanes de Saffir-Simpson.

## Pronósticos
| Fuente/Récord                                                                      | Ciclón tropical                              | Ciclón tropical severo | Ref              |
| ---------------------------------------------------------------------------------- | -------------------------------------------- | ---------------------- | ---------------- |
| Record alto:                                                                       | 1997–98: 16                                  | 1982–83: 10            | [ 1 ]            |
| Record bajo:                                                                       | 1990–91: 2                                   | 2008–09: 0             | [ 1 ]            |
| Promedio (1969-70 - 2019-20):                                                      | 7                                            | 3                      | [ 2 ]            |
| Octubre NIWA                                                                       | 8-10                                         | 3-4                    | [ 3 ]            |
| Servicio Meteorológico de Fiji                                                     | 4-6                                          | 1-3                    | [ 2 ]            |
| Región                                                                             | Posibilidad de estar por encima del promedio | Número de promedio     | Actividad actual |
| Pacífico Sur Occidental (142.5°E—165°E; incluye cuenca australiana)                | 60%                                          | 4                      |                  |
| Pacífico Sur Oriental (165°E—120°W)                                                | 45%                                          | 6                      |                  |
| Fuente: Perspectiva de la temporada de ciclones tropicales del Pacífico sur de BOM |                                              |                        |                  |

Antes del inicio formal de la temporada de ciclones, el Servicio Meteorológico de Fiji (FMS), la Oficina de Meteorología de Australia (BoM), el MetService de Nueva Zelanda y el Instituto Nacional de Investigación del Agua y la Atmósfera (NIWA) y varios otros servicios meteorológicos del Pacífico, contribuyeron a la isla Climate Update, pronóstico de ciclones tropicales que se publicó durante octubre de 2020.  La perspectiva tomó en cuenta las condiciones neutrales de ENSO que se habían observado en las estaciones del Pacífico y analógicas, que tenían condiciones neutrales de El Niño-Oscilación del Sur y El Niño durante la temporada. El pronóstico requería un número cercano al promedio de ciclones tropicales para la temporada 2020-21, con nueve a doce ciclones tropicales con nombre, que se pronosticaron entre 135°E y 120°W, en comparación con un promedio de poco más de 10. Se esperaba que al menos cuatro de los ciclones tropicales se intensificaran aún más y se convirtieran en ciclones tropicales severos, mientras que se observó que podría ocurrir un ciclón tropical severo categoría 5 durante la temporada.
Además de contribuir a las perspectivas de Island Climate Update, el FMS y el BoM emitieron sus propios pronósticos estacionales para la región del Pacífico Sur. El BoM emitió dos pronósticos estacionales para el Océano Pacífico Sur, para sus regiones autodefinidas este y oeste del Océano Pacífico Sur. Ellos predijeron que la región occidental entre 142.5°E y 165°E, tenía un 60% de probabilidad de ver actividad por encima de su promedio de 4 ciclones tropicales. El BoM también predijo que la Región Oriental entre 165°E y 120°W, tenía un 45% de probabilidad de ver actividad por encima de su promedio de 6 ciclones tropicales. Dentro de su pronóstico, el FMS predijo que ocurrirían entre cuatro y seis ciclones tropicales dentro de la cuenca en comparación con un promedio de alrededor de 7. Se esperaba que al menos uno de estos ciclones tropicales se intensificara aún más y se convirtiera en un ciclón tropical severo de Categoría 3 o superior.

## Resumen de la temporada
El 8 de diciembre, se formó una perturbación cerca de Fiji, que comenzó la temporada de ciclones en el Pacífico Sur de 2020-2021, se intensificó gradualmente hasta convertirse en una depresión y alcanzó un estado de tormenta tropical según el Centro Conjunto de Advertencia de Tifones (JTWC). Alcanzó a la velocidad máxima sostenida del viento de 10 minutos de 55 km/h (35 mph) y la presión mínima de 1000 mb (29,53 inHg). Otra perturbación se formó cerca del 01F existente y rápidamente se intensificó hasta convertirse en una depresión. Dificultaba la intensificación del sistema debido a una breve interacción con la depresión tropical 01F. Después del mismo día, se formó otra perturbación y se intensificó hasta convertirse en una depresión al día siguiente. 01F se convirtió en un remanente bajo y fue absorbido por la depresión tropical 02F. El 13 de diciembre a las 15:00 UTC, 02F se intensificó hasta convertirse en un ciclón tropical de categoría 1 Yasa según la escala australiana. Yasa se intensificó rápidamente el 16 de diciembre como un ciclón tropical de categoría 5 severo en la escala austaliana. Esto convirtió a Yasa en el primer ciclón tropical de categoría 5 tanto en la escala australiana como en la escala de huracanes de Saffir-Simpson en la cuenca del Pacífico Sur desde que comenzaron los registros confiables, superando el antiguo récord del ciclón Zoe en 2002-2003.

## Ciclones tropicales

### Depresión tropical 01F
Una perturbación tropical se formó dentro de la Zona de Convergencia Intertropical (ITCZ) a principios de diciembre. Moviéndose gradualmente hacia el sur, el Centro Conjunto de Advertencia de Tifones (JTWC) notó por primera vez la posibilidad de ciclogénesis tropical el 8 de diciembre, designándolo Invest 90P. Poco después, el FMS declaró el sistema como una perturbación tropical.  A las 00:00 UTC del 11 de diciembre, el Centro Conjunto de Advertencia de Tifones (JTWC) actualizó el sistema a tormenta tropical en la escala de huracanes de Saffir-Simpson. La depresión continuó consolidándose, con una convección profunda envolviendo el centro del sistema desde el semicírculo norte, y para las 12:00 UTC, los vientos sostenidos de un minuto habían aumentado a 75 km/h (45 mph). Unas horas más tarde, el FMS estimó vientos sostenidos máximos de 10 minutos en 55 km/h (34 mph), con una presión atmosférica central mínima de 998 hPa (29,47 inHg). Sin embargo, las condiciones ambientales fueron solo marginalmente propicias para la intensificación, con una fuerte cizalladura vertical del viento que inhibió un mayor desarrollo. A las 00:00 UTC del 12 de diciembre, tanto el Centro Conjunto de Advertencia de Tifones (JTWC) como el FMS informaron que la cizalladura había desplazado la convección profunda del sistema hacia el noreste, dejando el centro de circulación completamente expuesto. Debido al deterioro de la estructura del sistema, el FMS cesó las advertencias sobre la depresión tropical 01F en este momento. La tormenta luego se debilitó y degeneró en un sistema de baja presión el 13 de diciembre. Debido al efecto Fujiwhara, el remanente fue absorbido por la depresión tropical 02F (más tarde Ciclón Yasa).
01F causó fuertes lluvias en Samoa Americana, con un pico de precipitación total de 62 mm (2,44 pulgadas) registrado en el Aeropuerto Internacional de Pago Pago.

### Ciclón tropical severo Yasa
El disturbio tropical 02F fue detectado por primera vez por el FMS durante el 11 de diciembre, mientras se encontraba a unos 800 km (495 millas) al noreste de Port Villa en Vanuatu. Las condiciones ambientales fueron muy favorables para la ciclogénesis tropical, con flujo de salida radial en la troposfera superior, baja cizalladura vertical del viento y temperaturas de la superficie del mar cercanas a los 30 °C (86 °F). Las bandas de lluvia convectivas comenzaron a desarrollarse alrededor del sistema a medida que avanzaba lentamente hacia el este, envolviéndose en el centro de circulación de bajo nivel. A las 00:00 UTC del 12 de diciembre, el Servicio Meteorológico de Fiji (FMS) actualizó el sistema a depresión tropical 02F y comenzó a emitir mapas de seguimiento de pronóstico. Al mismo tiempo, el Centro Conjunto de Advertencia de Tifones (JTWC) emitió una alerta de formación de ciclones tropicales para el sistema. El  Centro Conjunto de Advertencia de Tifones (JTWC) también notó un efecto Fujiwhara con 01F que obstaculizó brevemente la formación del sistema. A las 15:00 UTC del 12 de diciembre, el Centro Conjunto de Advertencia de Tifones (JTWC) determinó que el sistema se había fortalecido al ciclón tropical 05P y ahora estaba produciendo vientos con fuerza de vendaval al absorber el remanente de la depresión tropical 01F. Aproximadamente un día después, el 13 de diciembre, el SMF determinó que la depresión se había fortalecido aún más a la categoría 1 a medida que la convección continuaba envolviéndose en el centro, adquiriendo el nombre de Yasa. Poco después, el Centro Conjunto de Advertencia de Tifones (JTWC) actualizó Yasa a un ciclón equivalente a categoría 1 en la escala de huracanes de Saffir-Simpson. 
La tormenta continuó intensificándose y pronto se convirtió en una categoría 3 en la escala australiana. Aproximadamente 12 horas después, el 14 de diciembre, Yasa se intensificó rápidamente a la categoría 4 en la escala australiana cuando un ojo definido comenzó a aclararse en imágenes de satélite infrarrojas. La tormenta continuó intensificándose rápidamente y se convirtió en un ciclón tropical de categoría 5 en la escala australiana, la calificación más alta posible, mientras completaba su ciclo, con una presión central de 929 mbar y velocidades del viento de 110 nudos (125 mph). Ésta fue la fecha más temprana registrada en que se haya formado un ciclón tropical del Pacífico Sur de categoría 5 y solo el segundo ciclón tropical de categoría 5 del Pacífico Sur registrado en el mes de diciembre. Yasa continuó su tendencia de rápida intensificación y se intensificó aún más hasta el equivalente a un ciclón tropical de categoría 4 de alta gama en la escala de huracanes de Saffir-Simpson, desarrollando un ojo bien definido y muy claro, sin dejar de ser más simétrico. A las 00:00 UTC del 16 de diciembre, Yasa se había intensificado en un ciclón tropical equivalente a categoría 5 en la escala de huracanes de Saffir-Simpson, con vientos sostenidos de 1 minuto de 260 km/h (160 mph).

### Ciclón tropical Zazú
A las 18:00 UTC del 11 de diciembre, el Servicio Meteorológico de Fiji (FMS) informó que se había desarrollado otra perturbación tropical, ubicada a unos 485 km (300 millas) al este-sureste de Pago Pago, Samoa Americana. La convección profunda cerca del sistema inicialmente solo estaba fragmentada; sin embargo, las condiciones ambientales se evaluaron como propicias para el desarrollo, con baja cizalladura vertical del viento, buena salida de agua en los niveles superiores y temperaturas de la superficie del mar cercanas a los 29 °C (84 °F). La organización del sistema mejoró de manera constante durante los siguientes días, y a las 12:00 UTC del 13 de diciembre, el Centro Conjunto de Advertencia de Tifones (JTWC) actualizó la depresión a una tormenta tropical en la escala de huracanes de Saffir-Simpson. La organización del sistema mejoró de manera constante durante los siguientes días, y a las 12:00 UTC del 13 de diciembre, el Centro Conjunto de Advertencia de Tifones (JTWC) actualizó la depresión a una tormenta tropical en la escala de huracanes de Saffir-Simpson. Zazú continuó fortaleciéndose incluso cuando comenzó una transición extratropical, alcanzando el estatus de categoría 2 en la escala australiana el 15 de diciembre, a pesar de luchar con los efectos de la cizalladura del viento del oeste.

## Nombre de los ciclones tropicales
En el Pacífico sur, los nombres fueron asignados por el Centro Meteorológico Regional Especializado de Nadi o el Centro de Alerta de Ciclones Tropicales de Wellington. Tan pronto como una depresión tropical llegara a alcanzar la categoría de ciclón tropical registrando vientos mayores a 65 km/h (40 mph) y si se evidencia que vientos huracanados son registrados a una distancia considerable del centro, este es nombrado por el centro de alerta que monitorea en ese momento. Por ejemplo, sí una depresión tropical se convierte en un ciclón tropical la zona de monitoreo de TCWC Wellington, entonces la TCWC Wellington, en consulta con RSMC Nadi, nombra al ciclón con el siguiente nombre de la lista. Los nombres usados en esta temporada fueron los siguientes:
| - Yasa - Zazú - Ana - Bina - Cody (sin usar) | - Dovi (sin usar) - Eva (sin usar) - Fili (sin usar) - Gina (sin usar) - Hale (sin usar) |